# Verwaltungsgemeinschaft Bitterfeld
In der Verwaltungsgemeinschaft Bitterfeld des Landkreises Anhalt-Bitterfeld waren acht Gemeinden zur Erledigung ihrer Verwaltungsgeschäfte zusammengeschlossen. Die VG wurde am 1. Januar 2005 aus der vormals verwaltungsgemeinschaftsfreien Stadt Bitterfeld, der Gemeinde Holzweißig, den Gemeinden der aufgelösten Verwaltungsgemeinschaft Am Strengbach sowie den Gemeinden Friedersdorf und Mühlbeck aus der aufgelösten Verwaltungsgemeinschaft Muldestausee gebildet.
Am 1. Juli 2007 traten umfangreiche Gebietsänderungen in Sachsen-Anhalt in kraft. Die Stadt Bitterfeld und die Gemeinde Holzweißig aus der Verwaltungsgemeinschaft Bitterfeld ging zusammen mit Wolfen, Greppin und Thalheim in der neuen Stadt Bitterfeld-Wolfen auf, die nun mit den anderen sechs Gemeinden zur Verwaltungsgemeinschaft Bitterfeld-Wolfen gehört.

## Die Gemeinden mit ihren Ortsteilen
- Stadt Bitterfeld
- Stadt Brehna mit OT Carlsfeld und Torna
- Friedersdorf
- Glebitzsch mit OT Beyersdorf und Köckern
- Holzweißig
- Mühlbeck
- Petersroda
- Roitzsch